# Sandersleben (Anhalt)
Sandersleben (Anhalt) ist ein Ortsteil der Stadt Arnstein im Landkreis Mansfeld-Südharz in Sachsen-Anhalt, Deutschland.

## Geografie
Sandersleben liegt in der Hügellandschaft des östlichen Harzvorlandes im Wippertal. Sandersleben wird von den Bahnstrecken Magdeburg–Erfurt und Halle (Saale)–Halberstadt durchquert. Um Sandersleben finden sich einige Wüstungen, außerdem, insbesondere in Richtung Welfesholz, mehrere kleinere Halden, die auf den hier betriebenen Bergbau hinweisen.

## Geschichte
Die Siedlungsgeschichte des Sanderslebener Wippertales reicht bis in die Jungsteinzeit zurück. Die Ursprünge der Ortschaft Sandersleben liegen in einem Einzelgehöft der Angeln und Warnen aus dem 4. Jahrhundert. Der Name setzt sich aus dem Namen Scandahari und laiba, was so viel heißt wie Erbe, zusammen. Der Ort wurde erstmals 1046 in einer Urkunde des deutschen Königs Heinrich III. erwähnt, eine Kirche kann ab 1293 nachgewiesen werden. Stadtrechte besitzt Sandersleben wohl seit Anfang des 14. Jahrhunderts, für 1340 sind sie urkundlich nachgewiesen. Spätestens seit 1386 verfügte die Stadt über einen Bürgermeister, einen Rat und ein eigenes Stadtsiegel. Sie erfuhr im 14. und 15. Jahrhundert einen wirtschaftlichen Aufschwung, der unter anderem durch den Bergbau geprägt wurde. Nahe der Stadt, gelegen am Rande des Mansfelder Bergreviers, ist ab 1438 der Kupferbergbau belegt, der im 17. und 18. Jahrhundert intensiviert wurde.
Die wirtschaftlichen Aktivitäten umfassten neben dem Bergbau auch Handel, Gewerbe sowie Landwirtschaft und Bierbrauerei und wurden auch durch die jüdische Bevölkerungsgruppe Sanderslebens geprägt, die seit Ende des 17. Jahrhunderts stetig anwuchs. Die Juden, die 1794 schon zehn Prozent der Bevölkerung von Sandersleben ausmachten, erhielten neben einem Friedhof und einer eigenen Schule 1829/30 mit herzoglicher Hilfe eine Synagoge. Sandersleben war Sitz eines kleinen Amtes, welches im 19. Jahrhundert als Justizamt Sandersleben bezeichnet wurde. Mit der Trennung der Rechtsprechung von der Verwaltung entstand 1850 ein Kreisgericht Köthen mit einer Kreisgerichtskommission in Sandersleben. Diese wurde 1879 in das Amtsgericht Sandersleben umgewandelt.
Die Industrialisierung wurde mit dem Bau einer Zuckerfabrik 1850 und der Ludwigshütte 1861/62 eingeleitet. Der Kupferbergbau wurde um die Förderung von Braunkohle ergänzt.

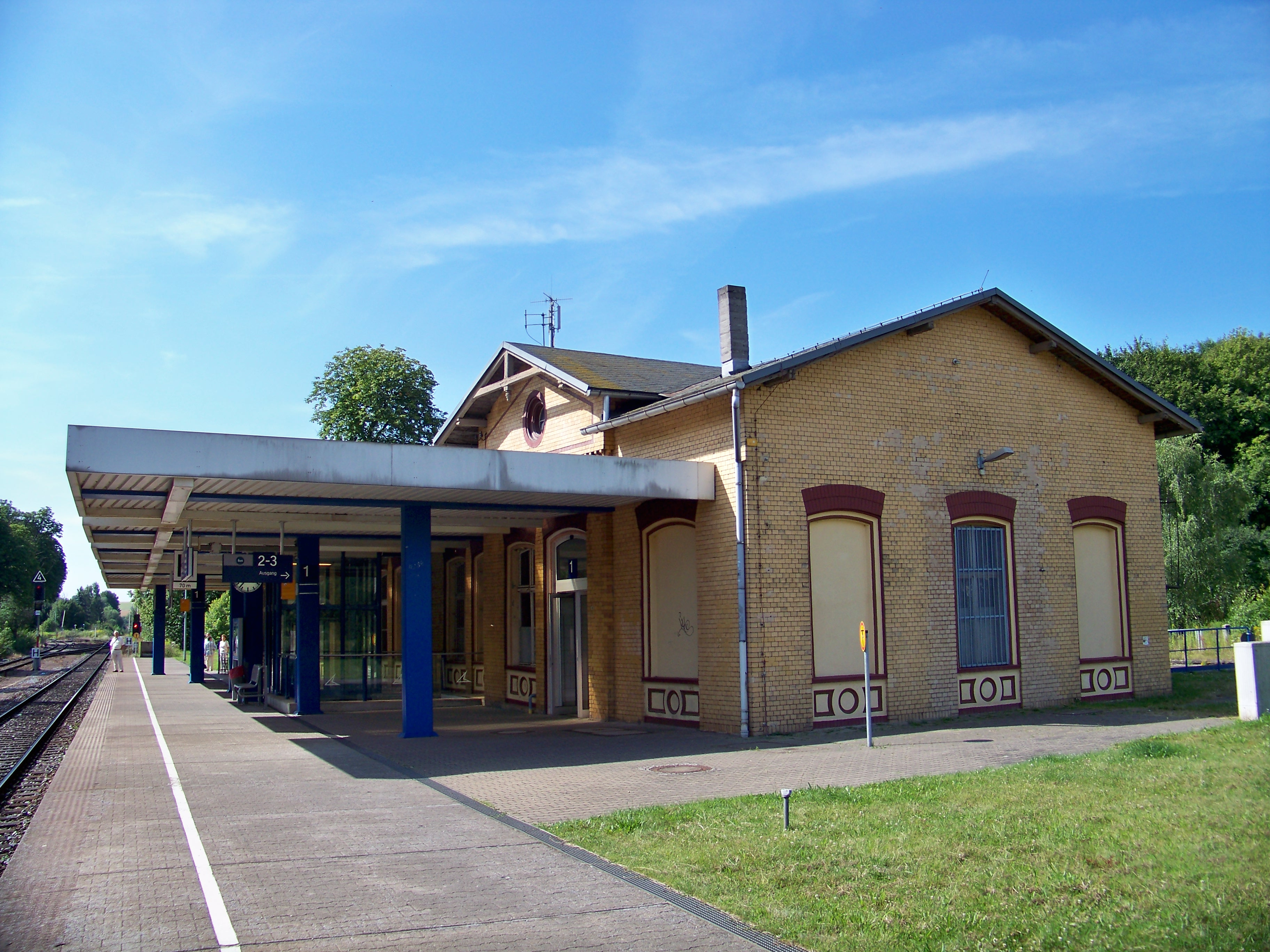
Der Bahnhof von Sandersleben

Als Knotenpunkt der in den 1870er Jahren fertiggestellten Eisenbahnstrecken Halle–Halberstadt und Güsten–Sangerhausen erhielt Sandersleben mit dem Bahnhof Sandersleben auch für den Verkehr überregionale Bedeutung. Sandersleben war zudem Teil der Kanonenbahn, namentlich der Berlin-Blankenheimer Eisenbahn. Sandersleben liegt im historischen Gebiet von Anhalt. Zeitweise zum Fürstentum Anhalt-Dessau gehörig, lag der Ort ab 1863 im Landkreis Bernburg im Herzogtum Anhalt, das 1918 zum Freistaat Anhalt wurde.
1897 baute die zwei Jahre zuvor gegründete katholische Kirchengemeinde eine eigene Kirche sowie eine Schule. Der Bau eines Kinderheims 1919/20 bereicherte nochmals die soziale Infrastruktur der Stadt. Das Kinder- und Jugendheim der Caritas besteht bis heute.
In der NS-Zeit bekam Sandersleben ein Ländliches Frauenbildungsheim. In der Reichspogromnacht 1938 wurde die Synagoge in Brand gesteckt und später dem Erdboden gleichgemacht. Nachdem die letzte jüdische Familie 1939 die Stadt verlassen hatte, galt auch Sandersleben als „judenrein“. Zu Beginn des Zweiten Weltkrieges legtend verschiedenen Firmen und Institutionen des Ortes eine „Kriegschronik“ an, die einige Ereignisse dokumentierten. Am 11. April 1945 erfolgte ein Bombenangriff auf den Ort, der 39 Opfer forderte.
Nach dem Zweiten Weltkrieg erfolgte 1945 eine Bodenreform. Eine erste LPG wurde 1950 gegründet. Durch die zweite Kreisreform in der DDR im Jahr 1952 kam der Ort zum Kreis Hettstedt im Bezirk Halle, der 1990 zum Landkreis Hettstedt wurde.
In der DDR-Zeit entstanden weiterhin mehrere landtechnische Betriebe und eine Großhandelsgesellschaft.
Wie in vielen Städten der Umgebung ging die politische Wende im Jahr 1990 mit einem starken Anstieg der Arbeitslosigkeit und einer signifikanten Abwanderung einher. Mit der Großhandelsgesellschaft, dem Landtechnischen Anlagenbau und der Ludwigshütte stellten die wirtschaftlichen Standbeine der Stadt ihren Betrieb ein. Die Bevölkerung ging um über 30 Prozent von knapp 3000 auf nunmehr 2000 zurück, wohingegen die Anzahl der gewerblichen Betriebe wieder auf rund 100 anwuchs. Die 1995 wiedergegründete „Sanderslebener Zeitung“ hat mittlerweile regionale Bedeutung erlangt.
Zwischen Sandersleben und Wiederstedt, etwa einen Kilometer westlich des südlichen Ortsausgangs von Sandersleben, befand sich die Kuckenburg. Noch 1852 wurde auf Messtischblättern der Platz als Ruine Kuckenburg bezeichnet. Die Burgruine fiel einem Steinbruchbetrieb zum Opfer.
Bei der ersten Kreisreform in Sachsen-Anhalt wurde der Landkreis Hettstedt am 1. Juli 1994 aufgeteilt, wobei Sandersleben zum Landkreis Mansfelder Land kam, der 2007 im Landkreis Mansfeld-Südharz aufging. Nach längerem Rechtsstreit darf Sandersleben seit dem 30. Juni 2007 nun wieder den Zusatz „Anhalt“ führen. Am 1. Januar 2010 schlossen sich die bis dahin selbstständige Stadt Sandersleben (Anhalt) und die Gemeinden Alterode, Bräunrode, Greifenhagen, Harkerode, Quenstedt, Stangerode, Sylda, Ulzigerode und Welbsleben zur neuen Stadt Arnstein zusammen. Die Verwaltungsgemeinschaft Wipper-Eine, zu der Sandersleben (Anhalt) gehörte, wurde aufgelöst.

## Bürgermeister
Der letzte Bürgermeister der Stadt Sandersleben war Rainer Bittmann. 2021 wurde Nina Stähle Ortsbürgermeisterin.

## Sehenswürdigkeiten

### Gotteshäuser

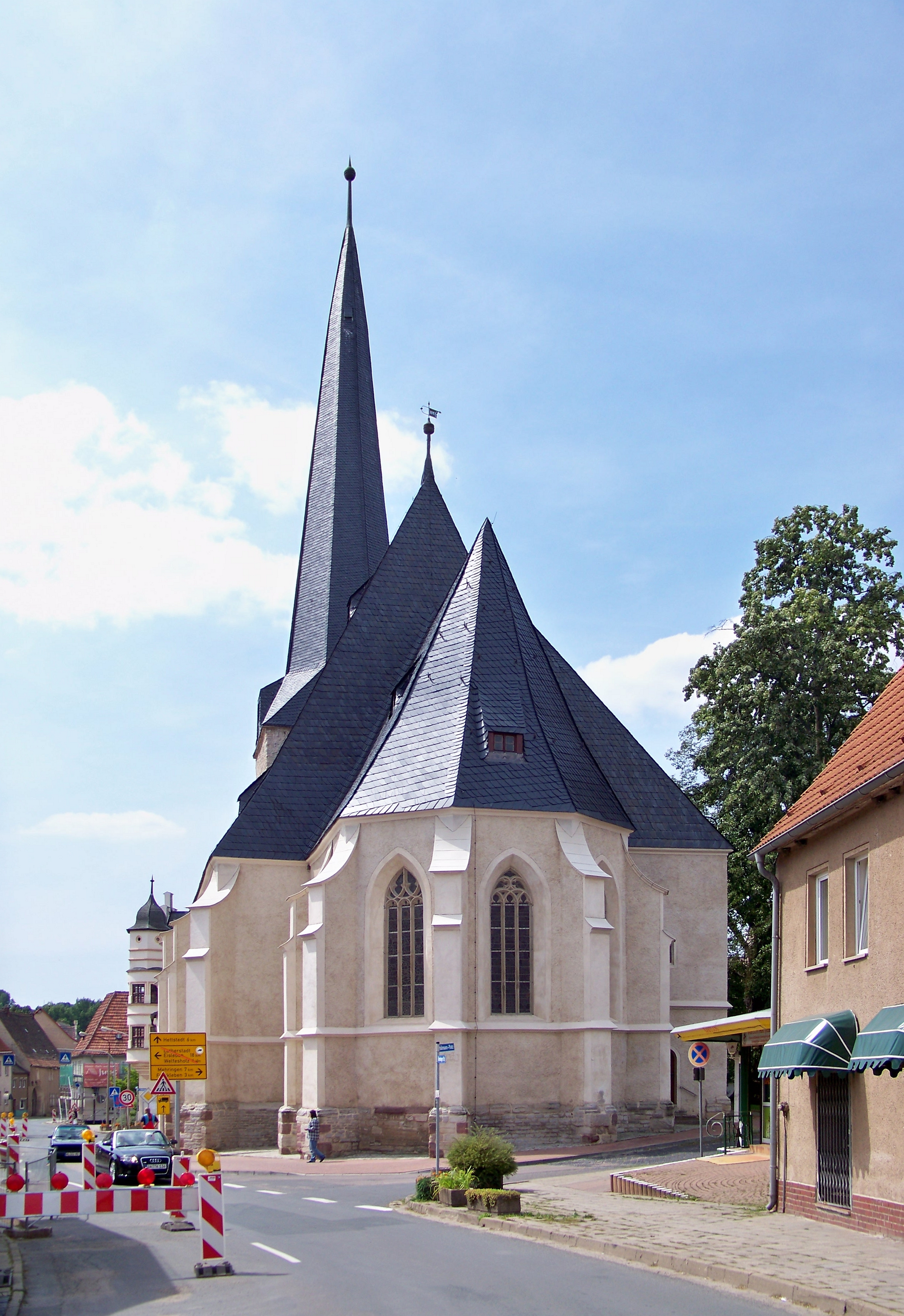
St. Marien

Sandersleben besitzt zwei Kirchen. Auf dem Markt steht die evangelische Kirche St. Marien. Sie wurde bis Frühling 2018 saniert. Im Innenraum ist eine Kapelle für die Gemeinde und, durch eine bewegliche Glaswand getrennt, ein weiterer Raum für allgemeine, auch weltliche, Nutzungen entstanden.
Weiterhin besitzt Sandersleben die 1897 erbaute ehemals katholische Heilig-Kreuz-Kirche. Das stetige Schrumpfen der katholischen Gemeinde führte dazu, dass mittlerweile die Kirche samt Grundstück und Pfarrhaus in privates Eigentum übergegangen ist. Die Kirche selbst wurde 2010 profaniert. Die katholische Gemeinde wurde zuvor traditionell und auch aktuell von der Gemeinde St. Michael zu Aschersleben betreut.
Auf dem Gelände des Schlosses zu Sandersleben befand sich zudem in früherer Zeit eine weitere Kirche, die wohl den Aposteln Petrus und Paulus geweiht war, jedoch nur noch in kleinen Resten an einem Wohngebäude nachweisbar ist.

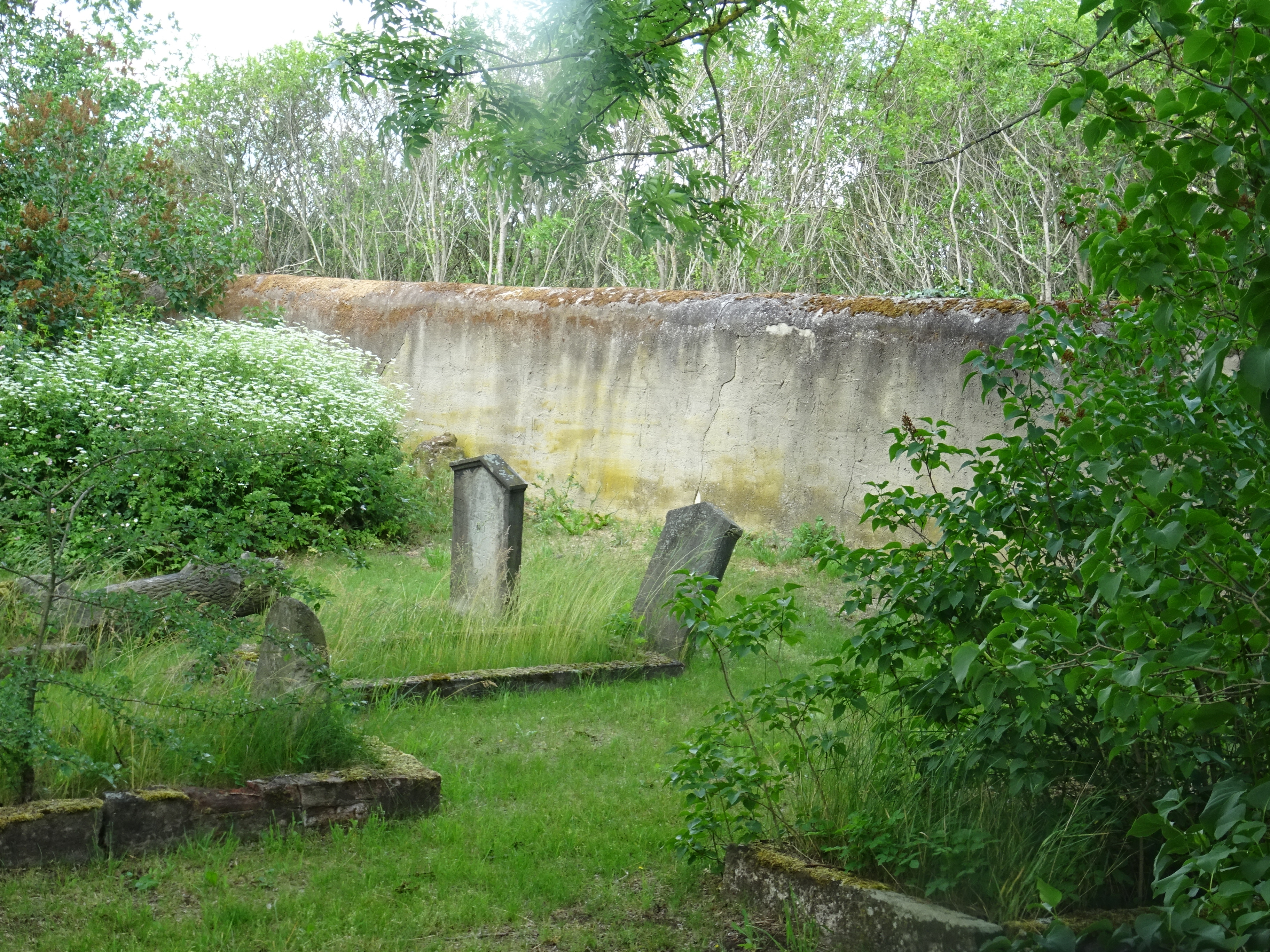
Jüdischer Friedhof Sandersleben – Gräber an der Nordmauer

Ebenfalls befand sich in Sandersleben einst eine Synagoge, die Ziel eines Pogroms wurde und ebenfalls nicht mehr existiert, siehe Abschnitt Sandersleben (Anhalt)#Geschichte. Auf dem jüdischen Friedhof waren 2012 noch 50 Grabstellen vorhanden.

### Gedenkstätten
- Grabstätten auf dem Friedhof für drei Kriegsgefangene, die Opfer von Zwangsarbeit wurden, sowie für fünf KZ-Häftlinge (ein darunter befindlicher Pole konnte namhaft gemacht werden), die bei einem Todesmarsch aus dem KZ-Außenlager des KZ Langenstein-Zwieberge im April 1945 von SS-Männern ermordet wurden
- Ehrenhain von 1984 an der Grund- und Sekundarschule „Geschwister Scholl“ zur Erinnerung an die christlichen Antifaschisten, die 1943 in München ermordet wurden
- Gedenkstein auf dem Markt zur Erinnerung an den 1944 im KZ Buchenwald ermordeten KPD-Vorsitzenden Ernst Thälmann

## Kultur
Sandersleben ist Ausrichtungsort des EBM-Festivals Familientreffen, das 2023 in der 16. Auflage stattfand.

## Persönlichkeiten
- Friedrich Trauboth (um/vor 1520 in Langensalza – gestorben nach 1607 in Sandersleben), Rechtsgelehrter und Rat, burggräfl., später anhaltischer Kanzler, von Kaiser Rudolf II. in den Adelsstand erhoben
- Bernhard von Krosigk (1582–1620), Obristleutnant in Anhalt-Bernburg
- Dorothea von Pfalz-Simmern (1581–1631), Pfalzgräfin von Simmern und Fürstin von Anhalt-Dessau auf Schloss Sandersleben
- Georg Heinrich von Berenhorst (1733–1814), preußischer Offizier und Autor des militärwissenschaftlichen Werkes „Betrachtungen über die Kriegskunst, über ihre Fortschritte, ihre Widersprüche und ihre Zuverlässigkeit“.
- Jeremias Heinemann (1778–1855), Autor und Herausgeber
- Gotthold Salomon (1784–1862), Rabbiner, Prediger, Politiker und Bibelübersetzer
- Leopold von Morgenstern (1790–1864), Wirklicher Geheimrat, Regierungs- und Konsistorialpräsident in Dessau
- Eduard Morgenstern (1800–1867), Jurist
- Karl Jahn (1816–1891), Oberhofprediger in Schwerin
- Gustav Jahn (1818–1888), 1852 bis 1858 Bürgermeister von Sandersleben, Schriftsteller und Mitarbeiter der Inneren Mission
- Isidor Isaak Scheftelowitz (1875–1934), Iranist, Indologe, Rabbiner
- Heinz Blenke (1920–1996), Ingenieur und Hochschullehrer
- Otfried K. Linde (1932–2019), Pharmazeut und Volkswirtschaftler
- Peter Wernicke (1958–2017), Ornithologe, Tierfotograf und Naturschützer